# Lygosoma anguinum
Lygosoma anguinum là một loài thằn lằn trong họ Scincidae. Loài này được Theobald mô tả khoa học đầu tiên năm 1868.